# Диноцерати
Диноцера́ти (лат. Dinocerata) — невеликий, повністю вимерлий ряд архаїчних рослиноїдних ссавців середніх і великих розмірів, що жили з пізнього палеоцену по пізній еоцен в Азії та Північній Америці. Систематичне положення групи до кінця не з'ясовано, зазвичай диноцерати вважаються ранньою гілкою копитних. Відомо близько 6 родів, що складаються в 1—3 родини.

## Етимологія
Назва ряду походить від грецьких слів deinós — «жахливий» і kéras — «ріг» і перекладається приблизно як «страшнорогі».

## Поширення
Найімовірніше, ряд має азійське походження. В Азії його представники відомі починаючи з пізнього палеоцену, ще задовго до закінчення цієї епохи вони проникають і на північноамериканський континент. Надалі деякі диноцерати могли повернутися назад до Азії. У Північній Америці ці тварини мешкали майже до самого кінця середнього еоцену, а в Азії їх спеціалізовані представники затримуються до пізнього еоцену.

## Опис

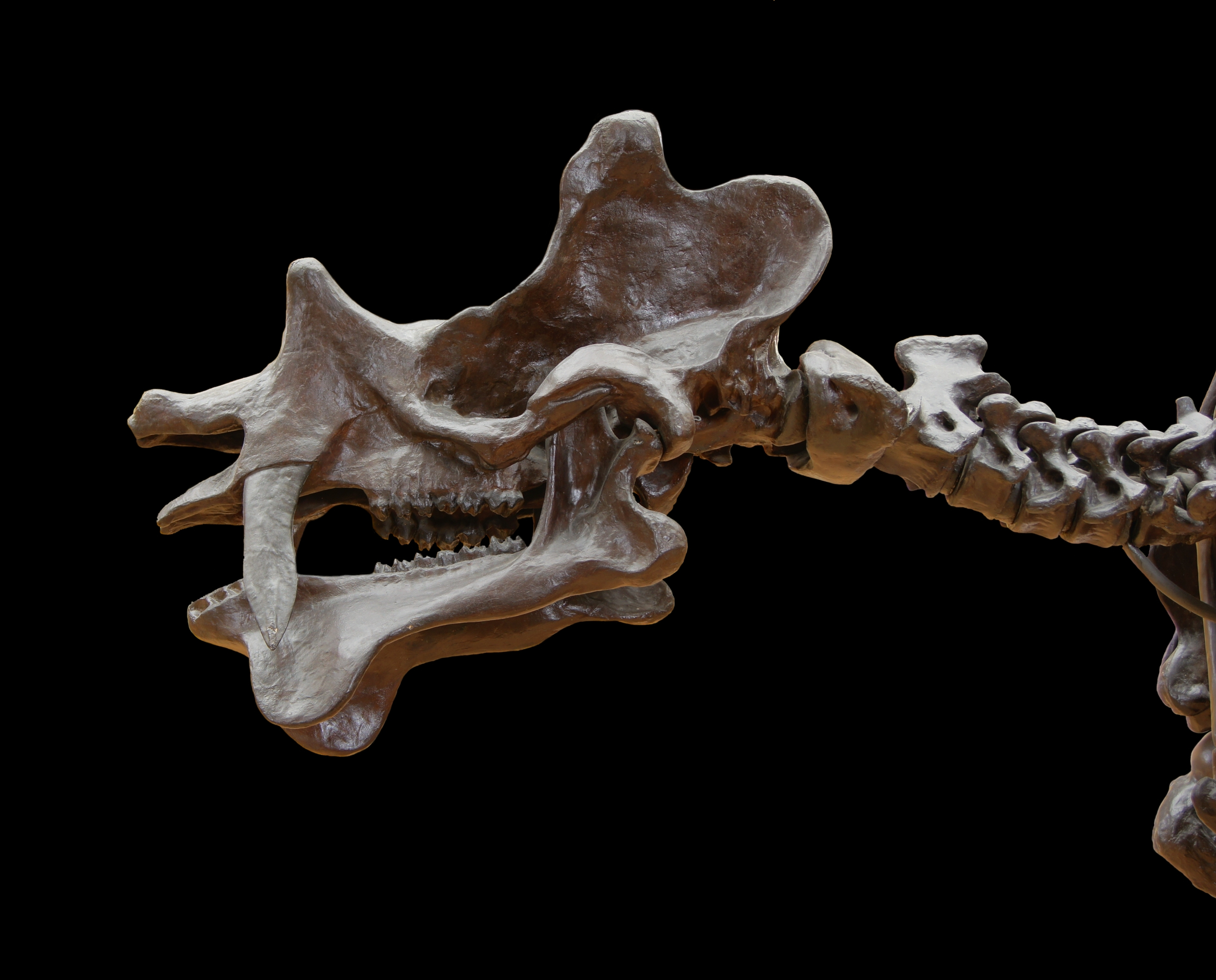
Череп диноцерата уїнтатерія

Всі відомі диноцерати — тварини середнього або великого розміру, що досягали розмірів від ведмедя до невеликого слона і мали масу від 175 кг до 3-4,5 т.
Черепи ранніх і пізніх представників групи володіють різними пропорціями. Довжина лицьового відділу може бути як меншою, так і майже дорівнювати довжині мозкового. Очниця позаду без кісткової дуги, широко відкрита; верхні заочноямкові відростки дуже малі, нижніх немає. Слухові бульбашки відсутні, барабанна кістка не повністю закостеніла. Виличні дуги розсунуті в сторони в різному ступені. Череп ранніх форм завдовжки близько 30 — 45 см (Prodinoceras), пізніх — до 95 см (Eobasileus).
Не виключено, що роги диноцератів були обтягнуті шкірою, як у жирафів. Верхні ікла розвинулися до вельми великих розмірів і були одним з проявів статевого диморфізму. Натомість верхні різці були атрофованими. Щоб споживати їжу, у них була ймовірно дуже рухлива верхня губа або навіть короткий хобот. Статура була масивною, п'ятипалі кінцівки відносно короткими та сильними. У примітивних родів передні кінцівки були напівпальцеходячими, задні — стопоходячими. У просунутих форм всі пальцеходячі, з копитоподібними фалангами.

## Спосіб життя

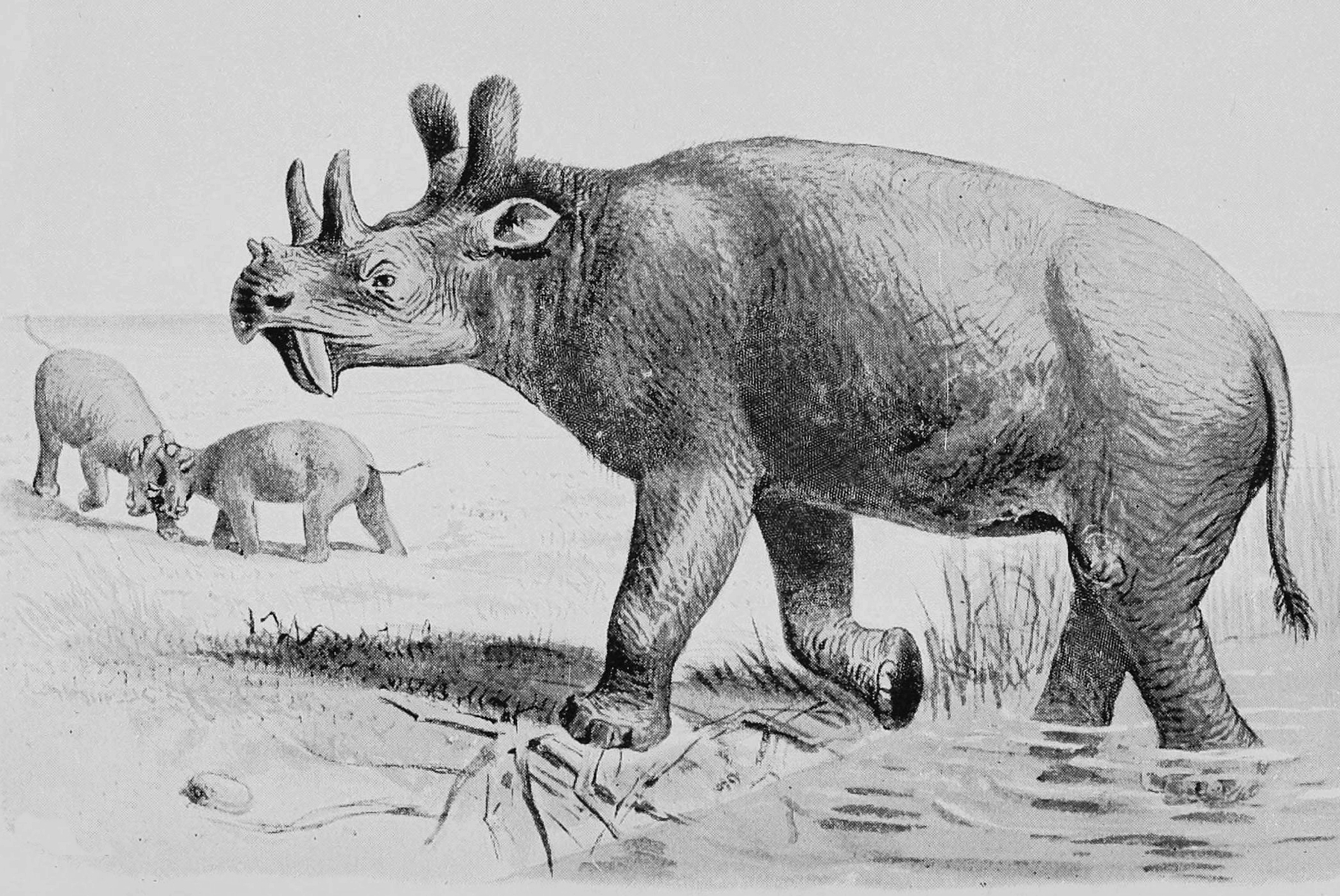
Реконструкція диноцерата тетеопсиса

Про спосіб життя диноцератів судити складно. Попри збільшені ікла, лофодонтні щічні зуби свідчать про рослиноїдну дієту. Найдревніші диноцерати, однак, цілком могли бути й всеїдними. Зубний апарат більш пізніх представників вже відносно спеціалізований. Низькі коронки щічних зубів вказують на те, що тварини не могли харчуватися грубою їжею і споживали тільки м'яку рослинність. При закритті щелеп верхні та нижні зуби змикалися в міцний замок, що виключає виражені передньо-задні й бічні рухи щелеп. Таким чином, їжа в основному не перетиралася, а просто розчавлювалася силою щелепної мускулатури. Шаблеподібні ікла диноцерати могли використовувати при добуванні корму, а також як у боях за самиць.

## Вимирання
Диноцерати були одними з перших по-справжньому великих ссавців. Очевидно, таких розмірів вони зуміли досягти тому, що ніша великих рослиноїдних тварин у палеоцені була вільна, і серйозні конкуренти в них були відсутні. У ході своєї еволюції диноцерати не змогли дати значного різноманіття форм, а кількість їх родів була обмеженою. Незважаючи на це, аж до повного зникнення наприкінці еоцену вони практично завжди заступали у своїх екосистемах місця найбільших фітофагів. Дрібні еоценові диноцерати взагалі не відомі. Ймовірно, вони просто не змогли б конкурувати з новими, більш прогресивними групами копитних.
До згасання диноцератів призвів збіг низки несприятливих обставин. По суті своїй вони були тваринами архаїчними, володіли консервативним планом будови й невисокими адаптивними здібностями. Поки клімат був теплим і вологим, ці звірі процвітали, розселялися і збільшувалися у розмірах. Однак принципових змін у їхній морфології не відбувалося, а громіздким тілом продовжував керувати маленький і слаборозвинений головний мозок. Коли природні обставини стали мінятися, поступово почали зникати групи, що не зуміли пристосуватися до нових умов. Серед них опинилися і диноцерати. Не виключено, що їх зникненню сприяла і конкуренція з першими великими непарнопалими, що з'явилися до кінця еоценової епохи.

## Класифікація
Спорідненість групи в межах Placentalia історично була суперечливою. Філогенетичне дослідження 2015 року відновило Dinocerata як частину Laurasiatheria, тісно пов'язану з парнокопитними та «кондилартами», причому Dinocerata поміщено як сестринську групу до південноамериканської групи копитних Xenungulata. Тісні спорідненості з Xenungulata були вперше запропоновані в 1985 році, причому запропонована клада, що містить обидві групи під назвою Uintatheriamorpha, хоча інші автори припускають, що ці подібності, ймовірно, пов'язані з конвергенцією.
Dinocerata зазвичай поділяють на дві родини: Prodinoceratidae, що містить найпримітивніший рід Prodinoceras, деякі автори також вирішили включити рід Probathyopsis, і Uintatheriidae, що містить усі інші роди. Члени Prodinoceratidae, ймовірно, є предками Uintatheriidae. Рід азійських уінтатеріїв Gobiatherium часто відносять до окремої підродини Gobiatheriinae, а всі інші уінтатерії належать до підродини Uintatheriinae.
- Ряд Dinocerata
  - Родина Prodinoceratidae
    - Prodinoceras
    -  ?Probathyopsis

  - Родина Uintatheriidae
    - Gobiatherium
    - Probathyopsis
    - Bathyopsis
    - Uintatherium
    - Eobasileus
    - Tetheopsis